# 松本憲生
松本 憲生（まつもと のりお）は、日本のアニメーター、アニメ演出家。

## 人物・作風
竜の子アニメ技術研究所出身。同期にアニメーターの若林厚史がいる。
オープロダクションに在籍した時期があり、スタジオジブリの『火垂るの墓』の外注動画を描いたことがある。
『NARUTO -ナルト-』などで知られるアニメーター。この作品で松本が担当していたシーンは、TVシリーズとは思えないハイクオリティな動きがずっと続くと話題になった。アニメ監督の細田守によると、2018年度の米アカデミー賞の長編アニメーション部門を受賞した『スパイダーマン:スパイダーバース』のスタッフは、『NARUTO-ナルト-』の松本の作画を観ていたという。
スピーディーで派手なアクションやエフェクト作画に定評がある。トータルでレベルの高い優れた作画ができるアニメーターで、殺陣などのアクションシーンだけでなく、立ったり座ったり会話したりという日常芝居もとても丁寧で巧みである。作画によって立体的なカメラワークを付ける。
原画を早く、しかも大量に描いて量産する。下書きも描かずに片っ端から描いて行く技術の持ち主。若手時代は1本の作品の原画を1人で描いてしまうことがあり、『逮捕しちゃうぞ』の39話、『EAT-MAN』の7話、『ポポロクロイス物語』の3話、『地球少女アルジュナ』の4話はほぼ1人で描いている。近年でも、『ヤマノススメ サードシーズン』第4話において1人原画を行っている。
質・量を兼ね備え、空間の把握力、紙の中に3次元的空間を作る能力に秀でている。アニメーターの井上俊之は、「アニメーションの仕事の早さとクオリティにおいて、宮崎駿さんと同じく彼の質的量的ボリュームを超える人は今後出てこない超人。アクションのキレ、日本のアニメーターにとって大事な素養である空間把握能力も超人的」と評している。
「宝石の国」8話では、松本のラフ原画によるプリビズ映像がCGでアニメーションを付ける際の指針として使用された。
『ノエイン もうひとりの君へ』では、アニメーターのりょーちもを指導した。

## 逸話
- 非常にメディア露出を嫌う職人気質の持ち主で、版権絵などもほとんど無くインタビューや写真にいたっては皆無である。「何故あれほどまでに大量に描くのか？｣という質問に対し「僕は病んでるから」と答えたとされる。
- 『らんま1/2』で中嶋敦子の下で原画を描き、以降も中嶋敦子や古橋一浩の作品に関わった。同じく『らんま1/2』に動画（途中から原画）として参加していた鈴木博文や松竹徳幸の先輩にあたり、一緒に仕事をする事も多い。
- 代表作は『NARUTO -ナルト-』の30話、48話、71話、133話など。ちなみにらんま時代のDEENの同期、鈴木博文、松竹徳幸、井上敦子、若林厚史が集まって作ったのが『NARUTO -ナルト-』133話である。

## 作品リスト

### テレビアニメ
- 瞳の中の少年 -十五少年漂流記-（1987年） 動画
- ピーターパンの冒険（1989年）原画（19話、22話、26話、29話、32話、35話、41話）
- らんま1/2 熱闘編（1989〜1990年）原画（8話、16話、19話、24話、28話、30話、31話、35話、50話）
- 無責任艦長タイラー（1993年）2期EDアニメーション、原画（1話、4話、5話、8話、11話、14話、16話、23話、26話）
- NINKU -忍空-（1995年）原画（2話）
- 新世紀エヴァンゲリオン（1995年）原画（5話、8話）
- H2（1995〜1996年）原画（23話、34話、38話、39話）
- 天空のエスカフローネ（1996年）原画（20話）
- るろうに剣心 -明治剣客浪漫譚-（1996〜1998年）絵コンテ（31話）、原画（30話、31話、60話、66話、85話）
- エルフを狩るモノたち（1996年）OP原画
- イーハトーブ幻想〜KENjIの春（1996年）原画
- 逮捕しちゃうぞ（1997年）原画（39話）※ノンクレジット
- EAT-MAN（1997年）作画監督（7話）、原画（1話、7話、12話）
- ポポロクロイス物語（1997年）作画監督（3話）、原画（1話、3話）
- 烈火の炎（1997年）原画（6話、22話）
- 南海奇皇（1999年）原画（41話）
- メダロット（1999年）原画（3話、9話、38話）
- HUNTER×HUNTER（2000年）原画（11話、17話、22話、28話）
- 地球少女アルジュナ（2001年）演出（4話）、作画監督（4話）、原画（4話、13話）
- チャンス〜トライアングルセッション〜（2001年）原画（6話、10話）
- NARUTO -ナルト-（2002〜2007年）原画（OP、30話、48話、71話、133話、290話）
- 灰羽連盟（2002年）原画（4話、8話、13話）
- しあわせソウのオコジョさん（2002年）原画（51話）
- OVERMANキングゲイナー（2003年）原画（23話）
- PEACE MAKER鐵（2003年）原画（1話、4話）
- 恋風（2004年）原画（OP、11話、13話）
- 妄想代理人（2004年）原画（1話、8話）
- BECK（2004年）作画監督（15話）、原画（1話、8話、15話、22話、25話）
- ノエイン もうひとりの君へ（2005〜2006年）作画監督、原画（OP、7話、12話、17話、21話、24話）
- シュヴァリエ（2006〜2007年）原画（OP、18話、24話）
- N・H・Kにようこそ!（2006年）原画（24話）
- 恋する天使アンジェリーク〜かがやきの明日〜（2007年）OP原画
- ぼくらの（2007年）原画（OP、18話）
- 天元突破グレンラガン（2007年）原画（14話）
- BACCANO! -バッカーノ-（2007年）原画（OP、1話、7話、13話）
- 逮捕しちゃうぞフルスロットル（2007年）OP原画
- しゅごキャラ!（2007年）第1期OP原画
- NARUTO -ナルト- 疾風伝（2007年-）原画（OP、85話、123話、167話、290話）
- マクロスF（2008年）OP原画
- RD 潜脳調査室（2008年）原画（OP、16話）
- 鉄腕バーディー DECODE（2008年）作画監督（12話）、原画（12話）
- キャシャーン Sins（2008年）原画（6話、19話）
- 鉄腕バーディー DECODE:02（2009年）絵コンテ（12話）、OP原画
- 戦国BASARA（2009年）原画（2話）
- プリンセスラバー!（2009年）第一原画（9話）
- 四畳半神話大系（2010年）原画（2話）
- 海月姫（2010年）ED作画
- あの日見た花の名前を僕達はまだ知らない。（2011年）原画（2話（ノンクレジット））
- 夜桜四重奏 〜ハナノウタ〜（2013年）演出・作画監督・原画（12話）
- ヤマノススメ セカンドシーズン（2014年）原画（22話）
- おそ松さん（2015年）原画（18話）
- 夏目友人帳 伍（2016年）ED作画
- ちるらん にぶんの壱（2017年）原画（1話）
- 宝石の国（2017年）プリビズ映像原画（8話）
- ヤマノススメ サードシーズン (2018年) 原画 (4話)
- 映像研には手を出すな!（2020年）原画（1話、3話、8話、10話、12話）
- ヤマノススメ Next Summit (2022年) 原画（5話）

### 劇場アニメ
- 火垂るの墓（1988年）動画（ノンクレジット）
- はれときどきぶた  (1988年)  動画
- 聖闘士星矢 最終聖戦の戦士たち (1989年）原画
- MAROKO 麿子（1990年）原画
- 老人Z（1991年）原画
- マクロスプラス（1995年）原画
- MEMORIES EPISODE2 最臭兵器（1996年）原画
- 天地無用! in LOVE2 遙かなる想い（1999年）原画
- ホーホケキョ となりの山田くん（1999年）原画
- BLOOD THE LAST VAMPIRE（2000年）原画
- 東京ゴッドファーザーズ（2003年）原画
- 劇場版 NARUTO -ナルト- 大激突!幻の地底遺跡だってばよ（2005年）原画
- ONE PIECE THE MOVIE オマツリ男爵と秘密の島（2005年）原画
- 映画ドラえもん のび太の恐竜2006（2006年）原画
- 劇場版 NARUTO -ナルト- 大興奮!みかづき島のアニマル騒動だってばよ（2006年）絵コンテ・原画
- ストレンヂア 無皇刃譚（2007年）原画
- 映画ドラえもん のび太と緑の巨人伝（2008年）原画
- 宇宙ショーへようこそ（2010年）原画
- カラフル（2010年）原画
- かぐや姫の物語（2013年）作画（ノンクレジット）
- 百日紅 〜Miss HOKUSAI〜（2015年）原画（蔭間茶屋のシーン、最後の両国橋の上のモブキャラクター、お猶とお栄が船に乗って最後に北斎の絵になるシーン[注 2][17]）
- BORUTO -NARUTO THE MOVIE-（2015年）絵コンテ・演出・作画監督（共同）　原画
- 君の名は。（2016年）原画
- 夜は短し歩けよ乙女（2017年）原画
- バースデー・ワンダーランド（2019年）原画
- 犬王（2021年）メインアニメーター
- かがみの孤城（2022年）原画

### OVA
- 御先祖様万々歳!（1989〜1990年）原画（5話、6話）
- 強殖装甲ガイバー（1989〜1990年）原画（6話）
- THE 八犬伝（1990年）原画（1話）
- 機動警察パトレイバー NEW OVA（1990年）原画（2話）
- ロードス島戦記（1990〜1991年）原画（8話、10話）
- ジョジョの奇妙な冒険（1993年）原画（6話）
- 装甲騎兵ボトムズ 赫奕たる異端（1994〜1995年）原画
- 逮捕しちゃうぞ（1994〜1995年）作画監督（2話）、原画（3話、4話）
- マクロスプラス（1995年）原画
- 神秘の世界エルハザード（1995〜1996年）原画（5話、6話）
- 超機動伝説ダイナギガ（1998年）原画
- メルティランサー（1999年）原画（1話、6話）
- るろうに剣心 -明治剣客浪漫譚-
  - 追憶編（1999年）原画（1話、2話、4話）
  - 星霜編（2001〜2002年）原画（1話、2話）
- AMON デビルマン黙示録（2000年）原画
- マクロス ゼロ（2002〜2004年）原画（1話）
- 東京マーブルチョコレート（2007年）原画
- らんま1/2 悪夢!春眠香 （2010年）原画

### Webアニメ
- DEVILMAN crybaby（2018年）原画（10話）
- ぶらどらぶ（2021年）原画（OP）
- スター・ウォーズ: ビジョンズ（2021年）原画（「のらうさロップと緋桜お蝶」）

### ゲーム
- 宝魔ハンターライム（1994年）原画
- テイルズ オブ リバース（2004年）アニメパート原画
- テイルズ オブ ジ アビス（2005年）オープニングアニメパート原画
- テイルズ オブ ヴェスペリア（2008年）オープニングアニメパート原画
- るろうに剣心 -明治剣客浪漫譚- 再閃（2011年）原画